# Perles (Aisne)
Perles ist ein Ort und eine ehemalige französische Gemeinde mit 97 Einwohnern (Stand: 1. Januar 2022) im Département Aisne in der Region Hauts-de-France. 
Mit Wirkung vom 1. Januar 2016 wurde Perles mit Longueval-Barbonval, Merval, Glennes, Révillon, Vauxcéré und Villers-en-Prayères zur Commune nouvelle Les Septvallons zusammengeschlossen. Alle ehemaligen Gemeinden verfügen in der neuen Gemeinde über den Status einer Commune déléguée.

## Lage
Nachbarorte sind Vauxcéré im Nordwesten, Blanzy-lès-Fismes im Nordosten, Fismes im Südosten und Bazoches-et-Saint-Thibaut im Südwesten.

## Bevölkerungsentwicklung
| Jahr      | 1962 | 1968 | 1975 | 1982 | 1990 | 1999 | 2006 | 2015 |
| --------- | ---- | ---- | ---- | ---- | ---- | ---- | ---- | ---- |
| Einwohner | 102  | 65   | 61   | 57   | 56   | 66   | 78   | 79   |

## Sehenswürdigkeiten
- Kirche Sainte-Marie-et-de-l’Assomption

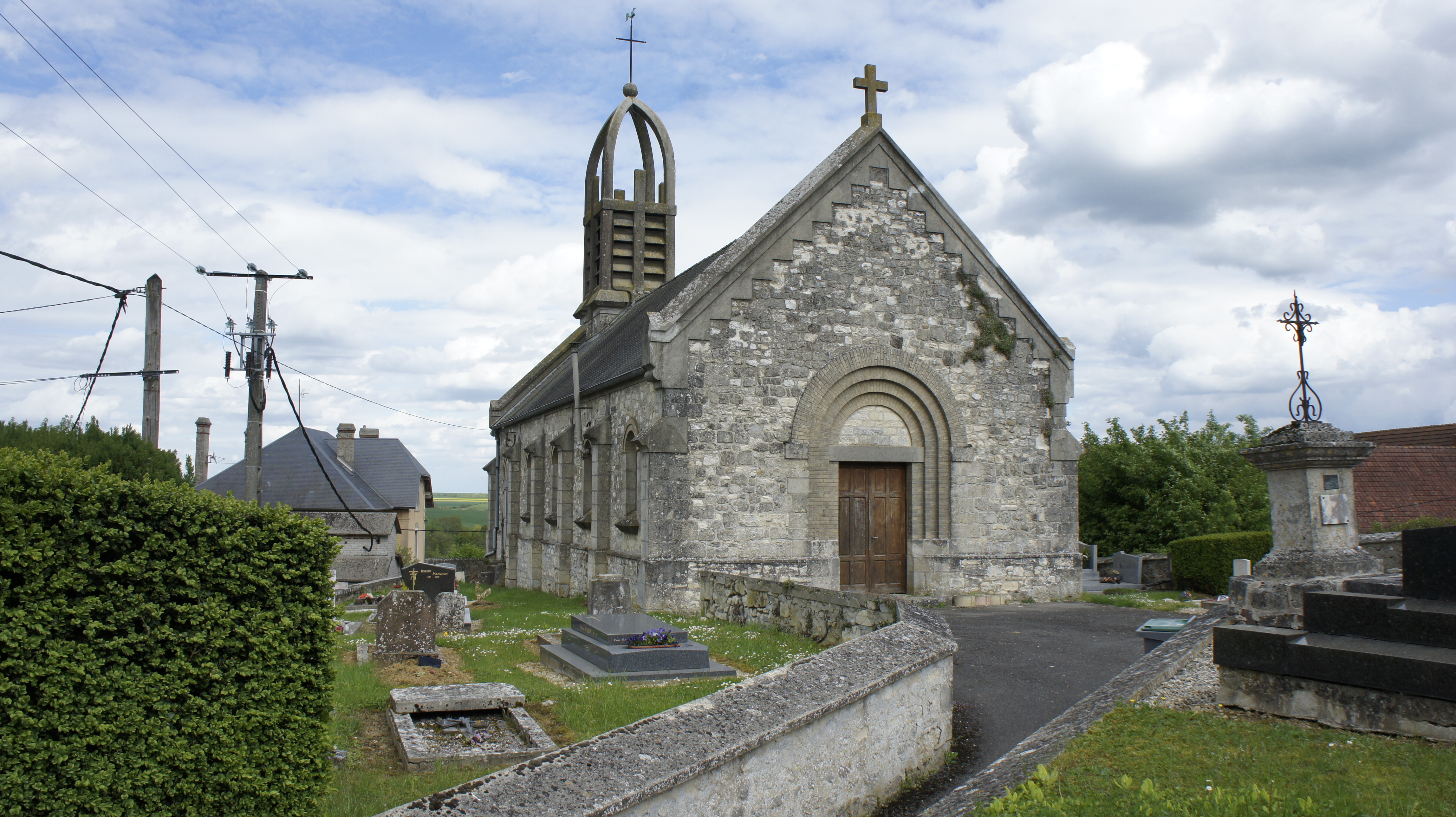
Kirche